# Championnats d'Europe de char à voile 2016
Navigation
2015 2017
Les 51e championnats d'Europe de char à voile 2016, organisés par le pays hôte sous l'égide de la fédération internationale du char à voile, se sont déroulés sur deux sites, du 24 septembre 2016 au 1er octobre 2016, à Bretteville-sur-Ay dans le département de la Manche et du 23 au 26 août 2016 à Leucate dans le département de l'Aude, en France.

## Podiums
| Épreuve           | Or                  | Argent            | Bronze            |
| Breteville-sur-Ay | Breteville-sur-Ay   | Breteville-sur-Ay | Breteville-sur-Ay |
| ----------------- | ------------------- | ----------------- | ----------------- |
| Classe Standart   | Kevin Mingot        | Cédric Floc'h     | David Denut       |
| classe 2          | Hugo Perron         | Xavier Godet      | Marc Perron       |
| classe 3          | Olivier Imbert      | Antoine Giret     | Amaury Lequette   |
| classe 5          | Aurélien Morandière | Alban Morandière  | Sven Kraja        |
| Promo             | Quentin Alvarez     | Pierre Masson     | Thibault Brisset  |
| Leucate           |                     |                   |                   |
| classe 8          | Stephen Schapman    | Pascal Lohmann    | Anthony Cottard   |
| classe Mini Yacht | Franck Le Vaillant  | Yann Le Vaillant  | Ronan Simoneau    |

| Épreuve            | Or                 | Argent            | Bronze               |
| Breteville-sur-Ay  | Breteville-sur-Ay  | Breteville-sur-Ay | Breteville-sur-Ay    |
| ------------------ | ------------------ | ----------------- | -------------------- |
| Classe Standart    | Anne Lefebvre      | Morgane Floc'h    | Christine Heath      |
| classe 3           | Marie-Pierre David | Meike Meyer       |                      |
| Promo              | Lina Bousnane      | Kassy Ribery      | Mathilde Chapdelaine |
| Leucate            |                    |                   |                      |
| classe 8 kitebuggy | Annika Baasner     | Maryse Leroy      | Alison Summersfield  |
| classe Mini Yacht  | Lina Bousnane      |                   |                      |

## Tableau des médailles par nation
| Rang | Nation    | Or | Argent | Bronze | Total |
| ---- | --------- | -- | ------ | ------ | ----- |
| 1    | France    | 7  | 6      | 6      | 19    |
| 2    | Allemagne | -  | 1      | 1      | 2     |

| Rang | Nation      | Or | Argent | Bronze | Total |
| ---- | ----------- | -- | ------ | ------ | ----- |
| 1    | France      | 4  | 3      | 1      | 8     |
| 2    | Allemagne   | 1  | 1      | -      | 2     |
| 3    | Royaume-Uni | -  | -      | 2      | 2     |